# Command-Aire 3C3
Le Command-Aire 3C3 et les 4C3 et 5C3 similaires sont des biplans américains à trois places à cockpit ouvert, à vocation utilitaire, d'entraînement et de tourisme, développés par Command-Aire (en) à la fin des années 1920 et au début des années 1930.

## Design and Développement

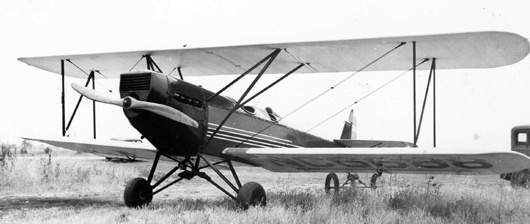
Command-Aire 3C3 msn 513 NC6688, présentant les principales caractéristiques, y compris la cabane triangulée qui a été simplifiée sur les modèles ultérieurs

Le Command-Aire ne semblait pas, à première vue, offrir beaucoup de progrès par rapport à la vaste multitude de biplans à trois places construits autour de l'omniprésent moteur Curtiss OX-5 (en), de conception similaire, avec des dimensions et des méthodes de construction similaires, dont beaucoup étaient déjà en production. En effet, l'ère OX-5 touchait à sa fin. Les grandes quantités de moteurs de surplus de guerre, qui avaient inondé le marché dans l'immédiat après-guerre, commençaient à manquer. Ce n'est que par les petits détails qu'il peut se distinguer de ses confrères. La conception de base était celle de Morton Cronk, et bien qu'il ait d'excellentes capacités à haute altitude, il était lent. Ce revers a failli faire sombrer la compagnie avant que son premier avion ne soit mis en production.
Les proportions de l'appareil étaient bonnes, mais son départ a laissé la compagnie sans ingénieur. Il se trouve qu'Albert Vollmecke, un ingénieur de Heinkel, était aux États-Unis pour essayer de trouver un client pour construire des avions postaux Heinkel HD 40 (en) sous licence pour le marché américain. Voyant qu'il y avait peu de perspectives de vente aux États-Unis, il a décidé de s'engager avec une société américaine, et Command-Aire (en) a eu de la chance. Sa première tâche a consisté à retravailler la conception pour fournir la documentation nécessaire au nouveau processus d'approbation. Bien qu'il n'y ait eu qu'une seule différence externe visible, il a entrepris une refonte complète basée sur son expérience dans l'industrie aéronautique allemande, beaucoup plus scientifique, et pour mettre la conception en conformité avec les exigences de certification de la CAA (maintenant FAA), ce qui a impliqué de nombreuses soumissions, et des modifications et resoumissions avant qu'ils ne l'approuvent. De nombreuses pièces ont dû être redessinées alors qu'il était plus facile de refaire la conception, plutôt que d'utiliser la conception existante pour calculer les marges de résistance nécessaires. Le changement le plus évident a été le passage de quatre petits ailerons conventionnels aux extrémités à deux ailerons à fentes d'envergure presque complète sur l'aile inférieure. Cela a amélioré considérablement le contrôle à basse vitesse, permettant un contrôle latéral même après que l'avion ait décroché - une nouveauté parmi les avions américains de l'époque, et un thème publicitaire récurrent. Le second changement a été l'incorporation d'un système d'extinction d'incendie Phylax capable d'éteindre presque tous les incendies en vol. La troisième nouveauté était l'utilisation d'un gabarit de fuselage de type rôtissoire, qui assurait la précision et la cohérence entre les cellules construites, réduisant ainsi les chances de construire un avion qui ne pourrait pas être réglé pour voler correctement. Bien que la publicité de Command-Aire prétende que Vollmecke a inventé ce système, il prétend qu'il a simplement fait venir l'idée d'Europe.